# 青水戏台
青水戏台，位于中国福建省永安市青水畲族乡青水村，清雍正二年（1723年）建。穿斗式木构架，进深三间，设有四台三室，台裙三面雕花，墙壁上保存大量记载清代戏班和剧目的墨书。西侧与之连为一体的永宁桥、灵元宫为附属文物。2005年5月11日公布为第六批福建省文物保护单位。